# Gamla Ullevi
Das Gamla Ullevi (deutsch Altes Ullevi) ist ein Fußballstadion im Stadtteil Heden der schwedischen Großstadt Göteborg. Es wurde vom Architekten Lars Iwdal im Auftrag der Göteborger Fußballvereine IFK, GAIS und Örgryte IS entworfen. Es dient seit der Spielzeit 2009 den drei Vereinen als Heimspielstätte in der Allsvenskan sowie der schwedischen Frauennationalmannschaft als Nationalstadion. Der Neubau ersetzt das 1916 erbaute Stadion Gamla Ullevi. Bereits dieses diente zeitweise den großen Göteborger Fußballvereinen als Heimstätte, wurde aber in den letzten Jahren auch von der American-Football-Mannschaft der Göteborg Marvels im Rahmen der Superserien genutzt.

## Geschichte
An der Stelle des neuen Stadions stand bis Anfang 2007 das alte Stadion, das bei seiner Errichtung den Idrottsplatsen als erste Sportstätte an dieser Stelle ersetzt hatte. Dieses war vom Architekten Karl M. Bengtsson entworfen und am 17. September 1916 unter dem Namen Ullevi eröffnet worden. Es bot teilweise bis zu 40.000 Zuschauern Platz. Zur Weltmeisterschaft 1958 wurde nur 200 Meter östlich ein neues Stadion eröffnet. Bis zur Einweihung dieses Stadions war das alte Ullevi das größte Fußballstadion Göteborgs. Das neue Stadion übernahm den Namen Ullevi, so dass man das alte Stadion in Gamla Ullevi umtaufte und zur besseren Abgrenzung zur neuen Fußballarena öfters inoffiziell entsprechend als Nya Ullevi (deutsch Neues Ullevi) bezeichnete.
Danach wurde das alte Stadion von den einheimischen Fußballmannschaften für längere Zeit als Trainingsstätte genutzt. Nach einer 1992 durchgeführten Renovierung, bei der die Kapazität auf maximal 18.000 Zuschauer reduziert worden war, wurden wieder teilweise Spiele der Allsvenskan und der Superettan im Stadion ausgetragen. Am 9. Januar 2007 wurde mit dem Abriss des Stadions begonnen und an seiner Stelle später mit den Bauarbeiten für das neue Stadion begonnen. IFK Göteborg und GAIS spielten bis zur Fertigstellung der neuen Arena im Ullevi, der Zweitligist Örgryte IS und die Göteborg Marvels wichen auf den Valhalla IP aus.

## Neubau
Im April 2005 wurden die ersten Vorschläge für einen Neubau präsentiert, der 17.000 Anhängern Platz bieten sollte. Es wurde zunächst mit einem Budget von 180 Millionen schwedischen Kronen kalkuliert und mit einer Fertigstellung bis zur Spielzeit 2007 gerechnet. Nachdem sich die Planungen immer weiter verzögerten, begann man im Januar 2007 mit dem Abriss des alten Stadions. Daher wurde auch das Eröffnungsdatum auf Anfang 2009 verschoben. Im Laufe der Zeit stiegen die Baukosten, so dass zwischenzeitlich von 335 Millionen schwedischen Kronen ausgegangen wurde. Letztendlich beliefen sich die Baukosten auf 350 Millionen SEK (rund 40 Mio. Euro).
Am 5. April 2009 konnte die Eröffnung gefeiert werden. Die Spielstätte bietet auf ihren vier überdachten Rängen 18.416 Plätze, wovon 16.596 Sitzplätze sind. Zur weiteren Ausstattung gehören 27 V.I.P.-Logen, zwei Restaurants, 17 Verkaufsstellen und 2.500 Quadratmeter Gewerbefläche.
Im Jahr 2013 war das Gamla Ullevi einer von sieben Spielorten der Fußball-Europameisterschaft der Frauen 2013. Es wurden drei Vorrundenspiele sowie ein Halbfinale in Göteborg ausgetragen.
Die Spielstätte Rambergsvallen wurde im März 2014 abgerissen und soll bis Juni 2015 neu gebaut werden. In der Zwischenzeit nutzt der BK Häcken das Gamla Ullevi für seine Heimspiele.
Am 29. Mai 2019 vergab das Exekutivkomitee der UEFA auf seiner Sitzung in Baku das Endspiel der UEFA Women’s Champions League 2020/21 an Göteborg. Die zweitgrößte Stadt des Landes feiert 2021 den 400. Jahrestag der Stadtgründung, dies nahm der Verband zum Anlass der Vergabe. Gespielt wird die Partie im Gamla Ullevi. Göteborg setzte sich gegen die tschechische Hauptstadt Prag als Mitbewerber durch. Wegen der COVID-19-Pandemie und deren Auswirkungen wird in Göteborg das Endspiel der UEFA Women’s Champions League 2021/22 stattfinden.

## Galerie

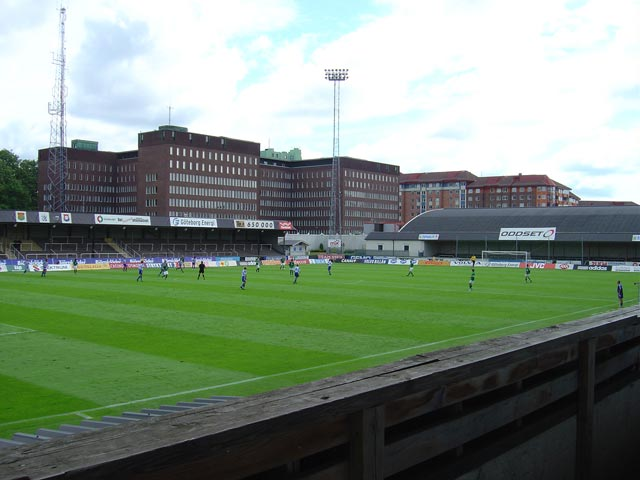
Das alte Stadion von 1916 bei einem Spiel zwischen dem IFK Göteborg und dem VfL Wolfsburg (2005)
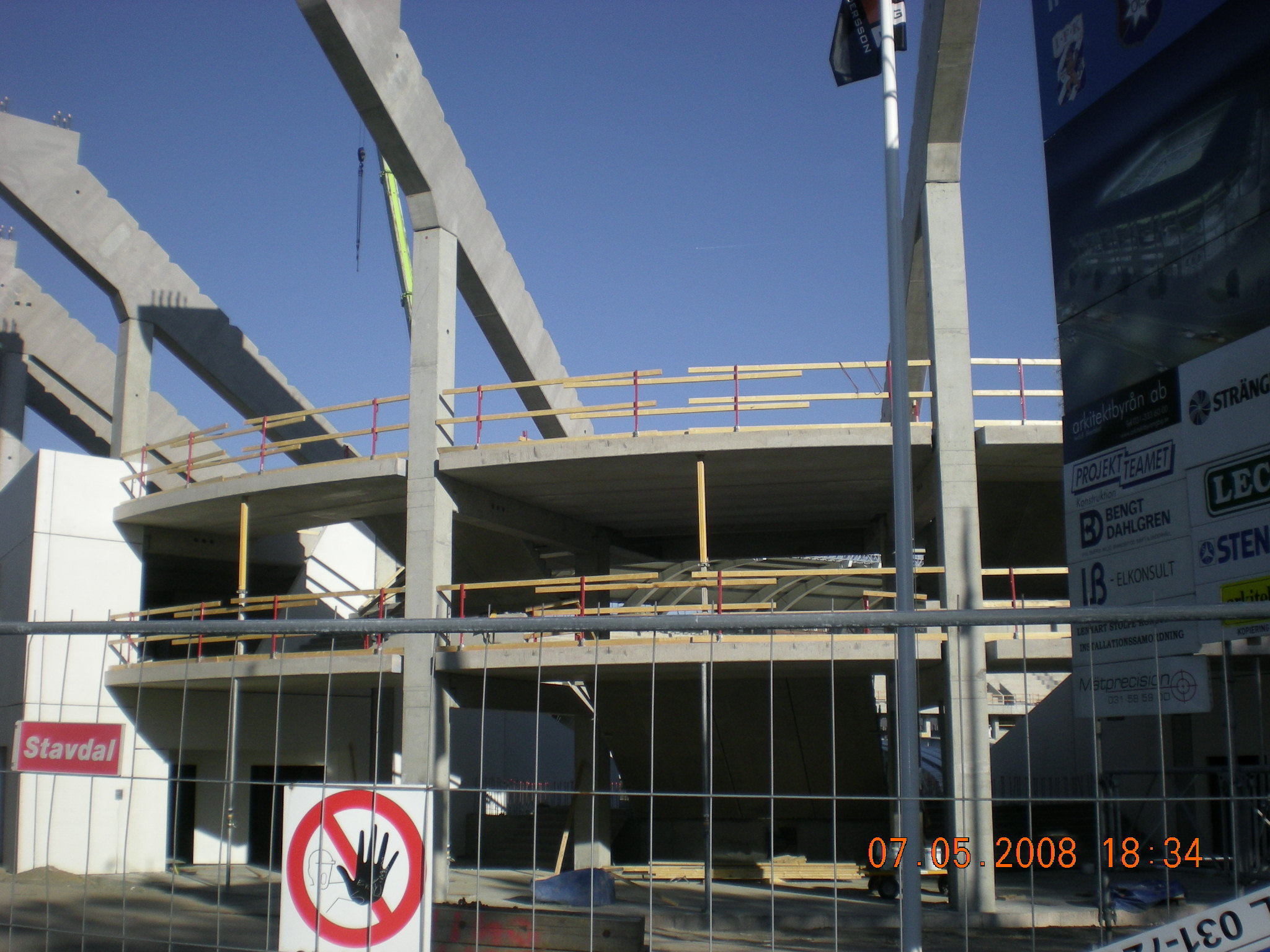
Bau des Stadions im Mai 2008
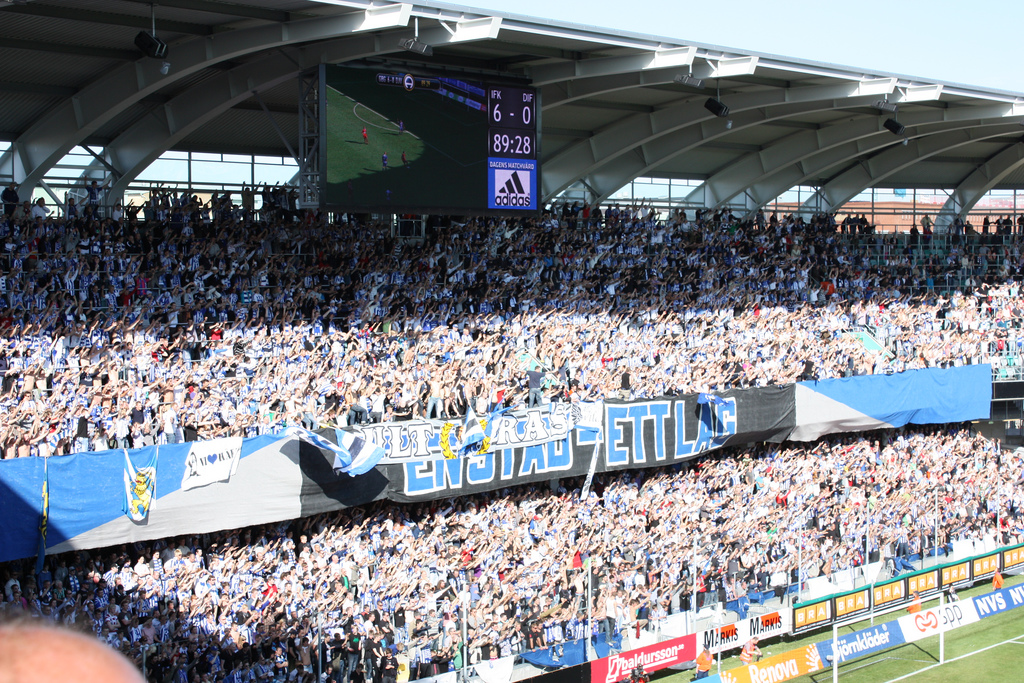
Fans des IFK feiern den 6:0-Sieg im ersten Spiel im neuen Stadion gegen die Rivalen vom Djurgårdens IF am 10. April 2009
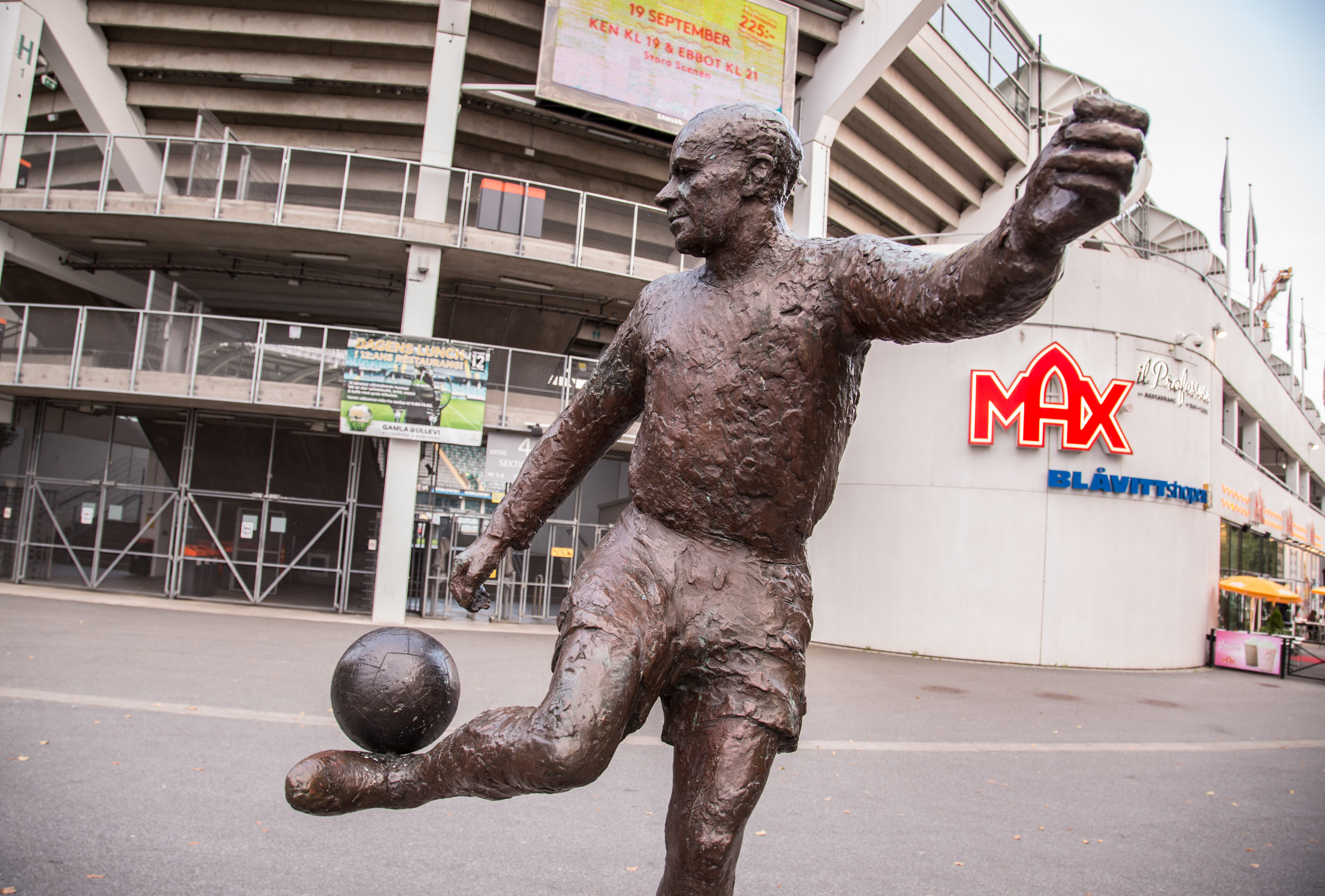
Statue von Gunnar Gren vor dem Stadion (2014)